# Dancin' Fool
"Dancin' Fool" is een nummer van de Amerikaanse muzikant Frank Zappa. Het nummer verscheen op zijn album Sheik Yerbouti uit 1979. Dat jaar werd het nummer uitgebracht als de eerste single van het album.

## Achtergrond
"Dancin' Fool" is geschreven en geproduceerd door Zappa. Het nummer werd opgenomen op 28 februari 1978 tijdens een optreden in de Hammersmith Odeon en werd later bewerkt in de studio, zodat het niet te horen is dat het oorspronkelijk een live-opname was. Op 30 oktober 1977 werd het nummer voor het eerst live gespeeld; deze versie werd in 2017 uitgebracht op de boxset Halloween '77.
Net als "Disco Boy", afkomstig van het album Zoot Allures uit 1976, neemt "Dancin' Fool" de discocultuur van de jaren '70 op de hak, maar in tegenstelling tot het eerstgenoemde nummer focust het zich direct op het dansaspect van deze cultuur. Het karakter van Zappa zingt dat hij het niet kan laten om te dansen, howel hij het niet kan. Hij verwijst naar dansen als "sociale zelfmoord" en zegt "de beat gaat door en ik ben zo fout". Een van de redenen die hij noemt waarom hij zo slecht kan dansen is dat "een van mijn benen is korter dan de ander", een verwijzing naar een zware verwonding die Zappa opliep tijdens een concert in Londen in 1971. Kort na het verschijnen van het nummer inspireerde het vreemde dansbewegingen om de discodansers op de hak te nemen, iets dat relevanter werd naarmate disco minder populair werd.
"Dancin' Fool" is een van de bekendste nummers van Zappa en kwam tot plaats 45 in de Amerikaanse Billboard Hot 100, wat na "Valley Girl" uit 1982 zijn grootste succes was. In Nederland kwam het niet in de Top 40 terecht en bleef het steken op de negentiende plaats in de Tipparade. In 1980 werd het nummer genomineerd voor een Grammy Award in de categorie Best Male Rock Vocal Performance, maar verloor hier van "Gotta Serve Somebody" van Bob Dylan.

## NPO Radio 2 Top 2000
| Nummer met noteringen in de NPO Radio 2 Top 2000 | '00 | '01 | '02 | '03 | '04 | '05 | '06 | '07 | '08 | '09 | '10 | '11 | '12 | '13 | '14 | '15  | '16  | '17  | '18  | '19  | '20  | '21  |
| ------------------------------------------------ | --- | --- | --- | --- | --- | --- | --- | --- | --- | --- | --- | --- | --- | --- | --- | ---- | ---- | ---- | ---- | ---- | ---- | ---- |
| Dancin' Fool                                     | 605 | 586 | 696 | 631 | 746 | 649 | 660 | 509 | 608 | 690 | 765 | 857 | 662 | 750 | 873 | 1085 | 1509 | 1719 | 1827 | 1882 | 1974 | 1801 |

1. ↑  Een vetgedrukt getal geeft de hoogste notering aan.
2. ↑  2000 was het eerste jaar met een notering voor dit nummer.
3. ↑  Deze tabel is bijgewerkt tot en met de laatste editie (2024).